# Tratante de ganado

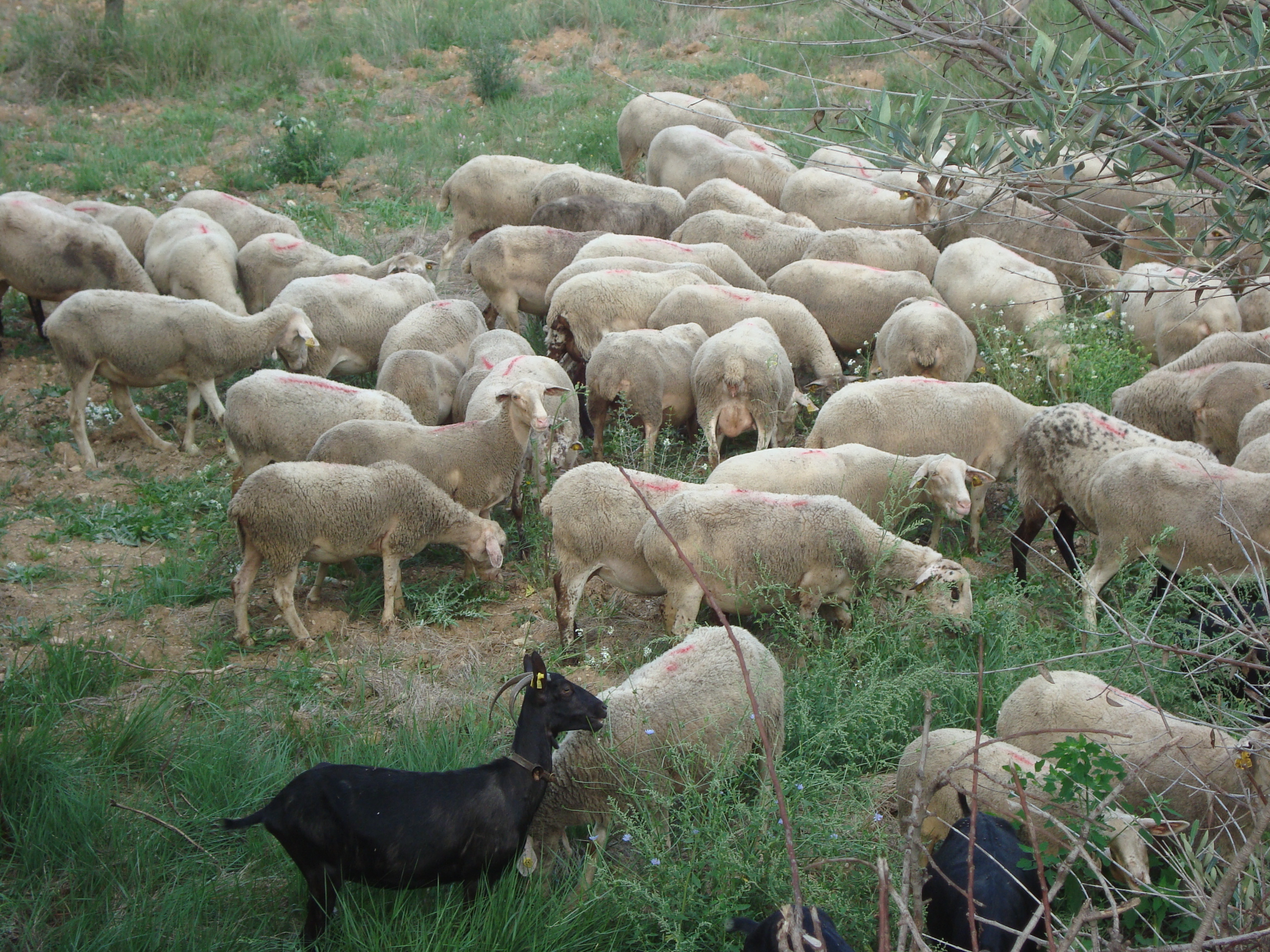
Rebaño de ovejas en trato

Se denomina tratante de ganado o "entrador" de ganado a la persona dedicada comprar animales para posteriormente proceder a su venta, mediante contrato verbal, obteniendo por ello un beneficio.
El tratante se dedicaba a recorrer los pueblos, o acudían a ferias, en busca de animales listos para ser sacrificados, llevándolos a otros lugares, vendiéndolos a los carniceros que posteriormente los sacrificaban para venderlos en sus tiendas. También se dedicaban a los animales de herradura, es decir, asnos, mulas y caballos, al estilo de compraventa de vehículos de ocasión, levando de un lugar a otro animales de carga que compraban y vendían. Ha sido este un trabajo muy habitual entre los gitanos.

## Enlaces
- YouTube
- pdf

- Datos: Q1669408